# Marie-Marguerite d'Youville
Marie-Marguerite d'Youville, född Marie-Marguerite Dufrost de Lajemmerais den 15 oktober 1701 i Varennes, Québec, död 23 december 1771 i Montréal, var en kanadensisk romersk-katolsk nunna och grundare av kongregationen Montréals barmhärtighetssystrar år 1738. Hon vördas som helgon i Romersk-katolska kyrkan, med minnesdag den 16 oktober.

### Webbkällor
- ”Santa Maria Margherita d'Youville (Dufrost De Lajemmerais), fondatrice” (på italienska). Santi e Beati. Arkiverad från originalet den 11 januari 2021. https://archive.md/saCS4. Läst 11 januari 2021.
- ”Saint Marguerite d’Youville” (på engelska). CatholicSaints.Info. Arkiverad från originalet den 11 januari 2021. https://archive.md/uZSQN. Läst 11 januari 2021.